# ريمي فيتا
ريمي فيتا (مواليد 1 أبريل 2001) هو لاعب كرة قدم فرنسي يلعب كمدافع في نادي بايرن ميونخ ب.

## روابط خارجية
- ريمي فيتا على موقع قاعدة بيانات كرة القدم.إي يو (الإنجليزية)
- ريمي فيتا على موقع ليكيب (الفرنسية)
- ريمي فيتا على موقع Soccerway.com (الإنجليزية)
- ريمي فيتا على موقع عالم كرة القدم.نت (الإنجليزية)